# Білогора
Білогора (хорв. Bilogora, також Bilo-gora, Bilogorje, або Bilo-gorje) — низький розлогий гірський хребет завдовжки близько 80 км на півночі центральної Хорватії із найвищою лісистою вершиною Райчевиця (309 м над рівнем моря) у його північній частині. 
Складається з серії пагорбів і невеличких рівнин, а також коротких, низьких, округлих хребтів і вершин, які простягаються вздовж південно-західного краю Подравини з північного заходу на південний схід. 
Ім'я гірського масиву відобразилося в назві однієї з 20 жупаній Хорватії з центром у прилеглому місті Б'єловар — Б'єловарсько-Білогорської жупанії. Крім неї, хребет міститься також на території Копривницько-Крижевецької жупанії та Вировитицько-Подравської жупанії.
Білогора географічно лежить між річками Драва і Сава та є місцем витоку менших річок Чесми, Глоговниці та Ілови. 
Вважається найнижчою гірською областю Хорватії, але водночас найбільшою за площею. Служить вододілом, що розділяє водозбірні басейни Сави і Драви. 

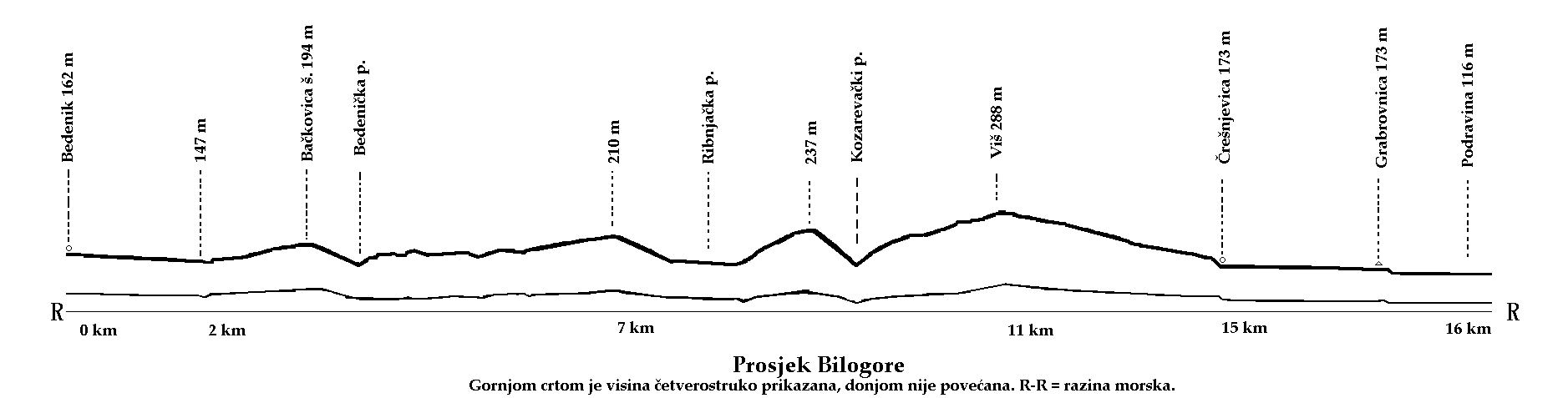
Унаочнення форми Білогори, включаючи середню ширину та висоти

На Білогорі розташовано вимірювальну станцію Державного гідрометеорологічного інституту Хорватії.